# Giải Oscar cho bài hát nguyên tác xuất sắc nhất
Giải Oscar cho ca khúc gốc trong phim xuất sắc nhất là một trong số những giải Oscar được Viện Hàn lâm Khoa học và Nghệ thuật Điện ảnh trao tặng hàng năm cho những nhạc sĩ/ người viết ca khúc đã sáng tác ca khúc gốc hay nhất cho một phim. Những người biểu diễn các ca khúc này không được trao giải, trừ khi họ có đóng góp vào hoặc việc sáng tác nhạc, lời bài hát hoặc cả hai.
Hạng mục giải này được đưa vào lần đầu trong Lễ trao giải Oscar lần thứ 7 vào năm 1934. Việc đề cử do các hội viên của Viện Hàn lâm là nhạc sĩ sáng tác nhạc và nhạc sĩ viết ca khúc đảm nhiệm, còn việc chọn bài hát đoạt giải là do tất cả hội viên của Viện Hàn lâm bầu chọn.

## Danh sách các ca khúc đoạt giải và các ca khúc được đề cử

### 1934–1940
- 1934 (7th) "The Continental" — The Gay Divorcee • Nhạc: Con Conrad • Lời: Herb Magidson
  - "Carioca" — Flying Down to Rio • Nhạc: Vincent Youmans • Lời: Edward Eliscu và Gus Kahn
  - "Love in Bloom" — She Loves Me Not • Nhạc: Ralph Rainger • Lời: Leo Robin
- 1935 (8th) "Lullaby of Broadway" — Gold Diggers of 1935 • Nhạc: Harry Warren • Lời: Al Dubin
  - "Lovely to Look at" — Roberta • Nhạc: Jerome Kern • Lời: Dorothy Fields và Jimmy McHugh
  - "Cheek to Cheek" — Top Hat • Nhạc và lời: Irving Berlin
- 1936 (9th) "The Way You Look Tonight" — Swing Time • Nhạc: Jerome Kern • Lời: Dorothy Fields
  - "I've Got You Under My Skin" — Born to Dance • Nhạc và lời: Cole Porter
  - "Pennies from Heaven" — Pennies from Heaven • Nhạc: Arthur Johnston • Lời: Johnny Burke
  - "When Did You Leave Heaven" — Sing, Baby, Sing • Nhạc: Richard A. Whiting • Lời: Walter Bullock
  - "Did I Remember" — Suzy • Nhạc: Walter Donaldson • Lời: Harold Adamson
  - "A Melody from the Sky" — The Trail of the Lonesome Pine • Nhạc: Louis Alter • Lời: Sidney D. Mitchell
- 1937 (10th) "Sweet Leilani" — Waikiki Wedding • Nhạc và lời: Harry Owens
  - "Whispers in the Dark" — Artists and Models • Nhạc: Friedrich Hollaender • Lời: Leo Robin
  - "Remember Me" — Mr. Dodd Takes the Air • Nhạc: Harry Warren • Lời: Al Dubin
  - "They Can't Take That Away from Me" — Shall We Dance • Nhạc: George Gershwin (truy tặng) • Lời: Ira Gershwin
  - "That Old Feeling" — Vogues of 1938 • Nhạc: Sammy Fain • Lời: Lew Brown
- 1938 (11th) "Thanks for the Memory" — The Big Broadcast of 1938 • Nhạc: Ralph Rainger • Lời: Leo Robin
  - "Always and Always" — Mannequin • Nhạc: Edward Ward • Lời: Chet Forrest và Bob Wright
  - "Change Partners" — Carefree • Nhạc và lời: Irving Berlin
  - "The Cowboy and the Lady" — The Cowboy and the Lady • Nhạc: Lionel Newman • Lời: Arthur Quenzer
  - "Dust" — Under Western Stars • Nhạc và lời: Johnny Marvin
  - "Jeepers Creepers" — Going Places • Nhạc: Harry Warren • Lời: Johnny Mercer
  - "Merrily We Live" — Merrily We Live • Nhạc: Phil Craig • Lời: Arthur Quenzer
  - "A Mist over the Moon" — The Lady Objects • Nhạc: Ben Oakland • Lời: Oscar Hammerstein II
  - "My Own" — That Certain Age • Nhạc: Jimmy McHugh • Lời: Harold Adamson
  - "Now It Can Be Told" — Alexander's Ragtime Band • Nhạc và lời: Irving Berlin
- 1939 (12th) "Over the Rainbow" — The Wizard of Oz • Nhạc: Harold Arlen • Lời: E. Y. Harburg
  - "Faithful Forever" — Gulliver's Travels • Nhạc: Ralph Rainger • Lời: Leo Robin
  - "I Poured My Heart into a Song" — Second Fiddle • Nhạc và lời: Irving Berlin
  - "Wishing" — Love Affair • Nhạc và lời: Buddy De Sylva
- 1940 (13th) "When You Wish upon a Star" — Pinocchio • Nhạc: Leigh Harline • Lời: Ned Washington
  - "Down Argentine Way" — Down Argentine Way • Nhạc: Harry Warren • Lời: Mack Gordon
  - "I'd Know You Anywhere" — You'll Find Out • Nhạc: Jimmy McHugh • Lời: Johnny Mercer
  - "It's a Blue World" — Music in My Heart • Nhạc và lời: Chet Forrest và Bob Wright
  - "Love of My Life" — Second Chorus • Nhạc: Artie Shaw • Lời: Johnny Mercer
  - "Over Forever" — Rhythm on the River • Nhạc: James Monaco • Lời: Johnny Burke
  - "Our Love Affair" — Strike Up the Band • Nhạc và lời: Roger Edens và Georgie Stoll
  - "Waltzing in the Clouds" — Spring Parade • Nhạc: Robert Stolz • Lời: Gus Kahn
  - "Who Am I?" — Hit Parade of 1941 • Nhạc: Jule Styne • Lời: Walter Bullock

### 1941–1950
- 1941 (14th) "The Last Time I Saw Paris" — Lady Be Good • Nhạc: Jerome Kern • Lờì: Oscar Hammerstein II
  - "Baby Mine" — Dumbo • Nhạc: Frank Churchill • Lời: Ned Washington
  - "Be Honest With Me" — Ridin' on a Rainbow • Nhạc và lời: Gene Autry và Fred Rose
  - "Blues in the Night" — Blues in the Night • Nhạc: Harold Arlen • Lời: Johnny Mercer
  - "Boogie Woogie Bugle Boy of Company B" — Buck Privates • Nhạc: Hugh Prince • Lời: Don Raye
  - "Chattanooga Choo Choo" — Sun Valley Serenade • Nhạc: Harry Warren • Lời: Mack Gordon
  - "Dolores" — Las Vegas Nights • Nhạc: Lou Alter • Lời: Frank Loesser
  - "Out of the Silence" — All-American Co-Ed • Nhạc và lời: Lloyd B. Norlind
  - "Since I Kissed My Baby Goodbye" — You'll Never Get Rich • Nhạc và lời: Cole Porter
- 1942 (15th) "White Christmas" — Holiday Inn • Nhạc và lời: Irving Berlin
  - "Always in My Heart" — Always in My Heart • Nhạc: Ernesto Lecuona • Lời: Kim Gannon
  - "Dearly Beloved" — You Were Never Lovelier • Nhạc: Jerome Kern • Lời: Johnny Mercer
  - "How About You?"– Babes on Broadway • Nhạc: Burton Lane • Lời: Ralph Freed
  - "I've Heard That Song Before" — Youth on Parade • Nhạc: Jule Styne • Lời: Sammy Cahn
  - "I've Got a Gal in Kalamazoo" — Orchestra Wives • Nhạc: Harry Warren • Lời: Mack Gordon
  - "Love Is a Song" — Bambi • Nhạc: Frank Churchill (truy tặng) • Lời: Larry Morey
  - "Pennies for Peppino" — Flying with Music • Nhạc: Edward Ward • Lời: Chet Forrest và Bob Wright
  - "Pig Foot Pete" — Hellzapoppin' • Nhạc: Gene de Paul • Lời: Don Raye
  - "There's a Breeze on Lake Louise" — The Mayor of 44th Street • Nhạc: Harry Revel • Lời: Mort Greene
- 1943 (16th) "You'll Never Know" — Hello, Frisco, Hello • Nhạc: Harry Warren • Lời: Mack Gordon
  - "Change of Heart" — Hit Parade of 1943 • Nhạc: Jule Styne • Lời: Harold Adamson
  - "Happiness is a Thing Called Joe" — Cabin in the Sky • Nhạc: Harold Arlen • Lời: E.Y. Harburg
  - "My Shining Hour" — The Sky's the Limit • Nhạc: Harold Arlen • Lời: Johnny Mercer
  - "Saludos Amigos" — Saludos Amigos • Nhạc: Charles Wolcott • Lời: Ned Washington
  - "Say a Prayer for the Boys Over There" — Hers to Hold • Nhạc: Jimmy McHugh • Lời: Herb Magidson
  - "That Old Black Magic" — Star Spangled Rhythm • Nhạc: Harold Arlen • Lời: Johnny Mercer
  - "They're Either Too Young or Too Old" — Thank Your Lucky Stars • Nhạc: Arthur Schwartz • Lời: Frank Loesser
  - "We Mustn't Say Good Bye" — Stage Door Canteen • Nhạc: James V. Monaco • Lời: Al Dubin
  - "You'd Be So Nice to Come Home To" — Something to Shout About • Nhạc và lời: Cole Porter
- 1944 (17th) "Swinging on a Star" — Going My Way • Nhạc: James Van Heusen • Lời: Johnny Burke
  - "I Couldn't Sleep a Wink Last Night" — Higher and Higher • Nhạc: Jimmy McHugh • Lời: Harold Adamson
  - "I'll Walk Alone" — Follow the Boys • Nhạc: Jule Styne • Lời: Sammy Cahn
  - "I'm Making Believe" — Sweet and Lowdown • Nhạc: James V. Monaco • Lời: Mack Gordon
  - "Long Ago and Far Away" — Cover Girl • Nhạc: Jerome Kern • Lời: Ira Gershwin
  - "Now I Know" — Up in Arms • Nhạc: Harold Arlen • Lời: Ted Koehler
  - "Remember Me to Carolina" — Minstrel Man • Nhạc: Harry Revel • Lời: Paul Webster
  - "Rio de Janeiro" — Brazil • Nhạc: Ary Barroso • Lời: Ned Washington
  - "Silver Shadows and Golden Dreams" — Lady Let's Dance • Nhạc: Lew Pollack • Lời: Charles Newman
  - "Too Much in Love" — Song of the Open Road • Nhạc: Walter Kent • Lời: Kim Gannon
  - "The Trolley Song" — Meet Me in St. Louis • Nhạc và lời: Ralph Blane và Hugh Martin
- 1945 (18th) "It Might as Well Be Spring" — State Fair • Nhạc: Richard Rodgers • Lời: Oscar Hammerstein II
  - "Accentuate the Positive" — Here Come the Waves • Nhạc: Harold Arlen • Lời: Johnny Mercer
  - "Anywhere" — Tonight and Every Night • Nhạc: Jule Styne • Lời: Sammy Cahn
  - "Aren't You Glad You're You" — The Bells of St. Mary's • Nhạc: James Van Heusen • Lời: Johnny Burke
  - "The Cat and the Canary" — Why Girls Leave Home • Nhạc: Jay Livingston • Lời: Ray Evans
  - "Endlessly" — Earl Carroll Vanities • Nhạc: Walter Kent • Lời: Kim Gannon
  - "I Fall In Love Too Easily" — Anchors Aweigh • Nhạc:Jule Styne • Lời: Sammy Cahn
  - "I'll Buy That Dream" — Sing Your Way Home • Nhạc: Allie Wrubel • Lời: Herb Magidson
  - "Linda" — The Story of G.I. Joe • Nhạc và lời: Ann Ronell
  - "Love Letters" — Love Letters • Nhạc: Victor Young • Lời: Edward Heyman
  - "More and More" — Can't Help Singing • Nhạc: Jerome Kern (truy tặng) • Lời: E.Y. Harburg
  - "Sleighride in July" — Belle of the Yukon • Nhạc: James Van Heusen • Lời:Johnny Burke
  - "So in Love" — Wonder Man • Nhạc: David Rose • Lời: Leo Robin
  - "Some Sunday Morning" — San Antonio • Nhạc: Ray Heindorf và M.K. Jerome • Lời: Ted Koehler
- 1946 (19th) "On the Atchison, Topeka and the Santa Fe" — The Harvey Girls • Nhạc: Harry Warren • Lời: Johnny Mercer
  - "All Through the Day" — Centennial Summer • Nhạc: Jerome Kern (truy tặng) • Lời: Oscar Hammerstein II
  - "I Can't Begin to Tell You" — The Dolly Sisters • Nhạc: James V. Monaco (truy tặng) • Lời: Mack Gordon
  - "Ole Buttermilk Sky" — Canyon Passage • Nhạc: Hoagy Carmichael • Lời: Jack Brooks
  - "You Keep Coming Back Like a Song" — Blue Skies • Nhạc và lời: Irving Berlin
- 1947 (20th) "Zip-a-Dee-Doo-Dah" — Song of the South • Nhạc: Allie Wrubel • Lời: Ray Gilbert
  - "A Gal in Calico" — The Time, the Place and the Girl • Nhạc: Arthur Schwartz • Lời: Leo Robin
  - "I Wish I Didn't Love You So" — The Perils of Pauline • Nhạc và lời: Frank Loesser
  - "Pass That Peace Pipe" — Good News • Nhạc và lời: Ralph Blane, Hugh Martin và Roger Edens
  - "You Do" — Mother Wore Tights • Nhạc: Josef Myrow • Lời: Mack Gordon
- 1948 (21st) "Buttons and Bows" — The Paleface • Nhạc: Jay Livingston • Lời: Ray Evans
  - "For Every Man There's a Woman" — Casbah • Nhạc: Harold Arlen • Lời: Leo Robin
  - "It's Magic" — Romance on the High Seas • Nhạc: Jule Styne • Lời: Sammy Cahn
  - "This Is the Moment" — That Lady in Ermine • Nhạc: Frederick Hollander • Lời: Leo Robin
  - "The Woody Woodpecker Song" — Wet Blanket Policy • Nhạc và lời: Ramey Idriss và George Tibbles
- 1949 (22nd) "Baby, It's Cold Outside" — Neptune's Daughter • Nhạc và lời: Frank Loesser
  - "It's a Great Feeling" — It's a Great Feeling • Nhạc: Jule Styne • Lời: Sammy Cahn
  - "Lavender Blue" — So Dear to My Heart • Nhạc: Eliot Daniel • Lời: Larry Morey
  - "My Foolish Heart" — My Foolish Heart • Nhạc: Victor Young • Lời: Ned Washington
  - "Through a Long and Sleepless Night" — Come to the Stable • Nhạc: Alfred Newman • Lời: Mack Gordon
- 1950 (23rd) "Mona Lisa" — Captain Carey, U. S. A. • Nhạc và lời: Ray Evans và Jay Livingston
  - "Be My Love" — The Toast of New Orleans • Nhạc: Nicholas Brodzsky • Lời: Sammy Cahn
  - "Bibbidy-Bobbidi-Boo" — Cinderella • Nhạc và lời: Mack David, Al Hoffman và Jerry Livingston
  - "Mule Train" — Singing Guns • Nhạc và lời: Fred Glickman, Hy Heath vàJohnny Lange
  - "Wilhelmina" — Wabash Avenue • Nhạc: Josef Myrow • Lời: Mack Gordon

### 1951–1960
- 1951 (24th) "In the Cool, Cool, Cool of the Evening" — Here Comes the Groom • Nhạc: Hoagy Carmichael • Lời: Johnny Mercer
  - "Never" — Golden Girl • Nhạc: Lionel Newman • Lời: Eliot Daniel
  - "Wonder Why" — Rich, Young and Pretty • Nhạc: Nicholas Brodszky • Lời: Sammy Cahn
  - "Too Late Now" — Royal Wedding • Nhạc: Burton Lane • Lời: Alan Jay Lerner
  - "A Kiss to Build a Dream On" — The Strip • Nhạc và lời: Burt Kalmar (truy tặng), Harry Ruby, và Oscar Hammerstein II
- 1952 (25th) "High Noon (Do Not Forsake Me, Oh My Darlin')" — High Noon • Nhạc: Dimitri Tiomkin • Lời: Ned Washington
  - "Am I in Love" — Son of Paleface • Nhạc và lời: Jack Brooks
  - "Because You're Mine" — Because You're Mine • Nhạc: Nicholas Brodszky • Lời: Sammy Cahn
  - "Thumbelina" — Hans Christian Andersen • Nhạc và lời: Frank Loesser
  - "Zing A Little Zong" — Just for You • Nhạc: Harry Warren • Lời: Leo Robin
- 1953 (26th) "Secret Love" — Calamity Jane • Nhạc: Sammy Fain • Lời: Paul Francis Webster
  - "The Moon Is Blue" — The Moon Is Blue • Nhạc: Herschel Burke Gilbert • Lời: Sylvia Fine
  - "My Flaming Heart" — Small Town Girl • Nhạc: Nicholas Brodszky • Lời: Leo Robin
  - "Sadie Thompson's Song (Blue Pacific Blues)" — Miss Sadie Thompson • Nhạc: Lester Lee • Lời: Ned Washington
  - "That's Amore" — The Caddy • Nhạc: Harry Warren • Lời: Jack Brooks
- 1954 (27th) "Three Coins in the Fountain" — Three Coins in the Fountain • Nhạc: Jule Styne • Lời: Sammy Cahn
  - "Count Your Blessings Instead of Sheep" — White Christmas • Nhạc và lời: Irving Berlin
  - "The High and the Mighty" — The High and the Mighty • Nhạc: Dimitri Tiomkin • Lời: Ned Washington
  - "Hold My Hand" — Susan Slept Here • Nhạc và lời: Jack Lawrence và Richard Myers
  - "The Man that Got Away" — A Star Is Born • Nhạc: Harold Arlen • Lời: Ira Gershwin
- 1955 (28th) "Love Is a Many Splendored Thing" — Love Is a Many-Splendored Thing — • Nhạc: Sammy Fain • Lời: Paul Francis Webster
  - "I'll Never Stop Loving You" — Love Me or Leave Me • Nhạc: Nicholas Brodszky • Lời: Sammy Cahn
  - "Something's Gotta Give" — Daddy Long Legs • Nhạc và lời: Johnny Mercer
  - "(Love Is) The Tender Trap" — The Tender Trap • Nhạc: James Van Heusen • Lời: Sammy Cahn
  - "Unchained Melody" — Unchained • Nhạc: Alex North • Lời: Hy Zaret
- 1956 (29th) "Whatever Will Be, Will Be (Qué Será, Será)" — The Man Who Knew Too Much • Nhạc và lời: Jay Livingston và Ray Evans
  - "Friendly Persuasion" — Friendly Persuasion • Nhạc: Dimitri Tiomkin • Lời: Paul Francis Webster
  - "Julie" — Julie • Nhạc: Leith Stevens • Lời: Tom Adair
  - "True Love" — High Society • Nhạc và lời: Cole Porter
  - "Written on the Wind" — Written on the Wind • Nhạc: Victor Young (truy tặng) • Lời: Sammy Cahn
- 1957 (30th) "All the Way" — The Joker Is Wild • Nhạc: James Van Heusen • Lời: Sammy Cahn
  - "An Affair to Remember" — An Affair to Remember • Nhạc: Harry Warren • Lời: Harold Adamson và Leo McCarey
  - "April Love" — April Love • Nhạc: Sammy Fain • Lời: Paul Francis Webster
  - "Tammy" — Tammy and the Bachelor • Nhạc và lời: Ray Evans và Jay Livingston
  - "Wild Is the Wind" — Wild Is the Wind • Nhạc: Dimitri Tiomkin • Lời: Ned Washington
- 1958 (31st) "Gigi" — Gigi • Nhạc: Frederick Loewe • Lời: Alan Jay Lerner
  - "Almost in Your Arms (Love Song from Houseboat)" — Houseboat • Nhạc và lời: Jay Livingston và Ray Evans
  - "A Certain Smile" — A Certain Smile • Nhạc: Sammy Fain • Lời: Paul Francis Webster
  - "To Love and Be Loved" — Some Came Running • Nhạc: James Van Heusen • Lời: Sammy Cahn
  - "A Very Precious Love" — Marjorie Morningstar • Nhạc: Sammy Fain • Lời: Paul Francis Webster
- 1959 (32nd) "High Hopes" — A Hole in the Head • Nhạc: James Van Heusen • Lời: Sammy Cahn
  - "The Best of Everything" — The Best of Everything • Nhạc: Alfred Newman • Lời: Sammy Cahn
  - "The Five Pennies" — The Five Pennies • Nhạc và lời: Sylvia Fine
  - "The Hanging Tree" — The Hanging Tree • Nhạc: Jerry Livingston • Lời: Mack David
  - "Strange Are the Ways of Love" — The Young Land • Nhạc: Dimitri Tiomkin • Lời: Ned Washington
- 1960 (33rd) "Never on Sunday" — Never on Sunday • Nhạc và lời: Manos Hadjidakis
  - "The Facts of Life" — The Facts of Life • Nhạc và lời: Johnny Mercer
  - "Faraway Part of Town" — Pepe • Nhạc: Andre Previn • Lời: Dory Langdon
  - "The Green Leaves of Summer" — The Alamo • Nhạc: Dimitri Tiomkin • Lời: Paul Francis Webster
  - "The Second Time Around" — High Time • Nhạc: James Van Heusen • Lời: Sammy Cahn

### 1961–1970
- 1961 (34th) "Moon River" — Breakfast at Tiffany's • Nhạc: Henry Mancini • Lời: Johnny Mercer
  - "Bachelor in Paradise" — Bachelor in Paradise • Nhạc: Henry Mancini • Lời: Mack David
  - "Love Theme From El Cid (The Falcon and The Dove)" — El Cid • Nhạc: Miklos Rozsa • Lời: Paul Francis Webster
  - "Pocketful of Miracles" — Pocketful of Miracles • Nhạc: James Van Heusen • Lời: Sammy Cahn
  - "Town Without Pity" — Town Without Pity • Nhạc: Dimitri Tiomkin • Lời: Ned Washington
- 1962 (35th) "Days of Wine and Roses" — Days of Wine and Roses • Nhạc: Henry Mancini • Lời: Johnny Mercer
  - "Love Song From Mutiny on the Bounty (Follow Me)" — Mutiny on the Bounty • Nhạc: Bronislaw Kaper • Lời: Paul Francis Webster
  - "Song From Two For The Seesaw (Second Chance)" — Two for the Seesaw • Nhạc: Andre Previn • Lời: Dory Langdon
  - "Tender Is the Night" — Tender Is the Night • Nhạc: Sammy Fain • Lời: Paul Francis Webster
  - "Walk on the Wild Side" — Walk on the Wild Side • Nhạc: Elmer Bernstein • Lời: Mack David
- 1963 (36th) "Call Me Irresponsible" — Papa's Delicate Condition • Nhạc: James Van Heusen • Lời: Sammy Cahn
  - "Charade" — Charade • Nhạc: Henry Mancini • Lời: Johnny Mercer
  - "It's a Mad, Mad, Mad, Mad World" — It's a Mad, Mad, Mad, Mad World • Nhạc: Ernest Gold • Lời: Mack David
  - "More" — Mondo Cane • Nhạc: Riz Ortolani và Nino Oliviero • Lời: Norman Newell
  - "So Little Time" — 55 ngày at Peking • Nhạc: Dimitri Tiomkin • Lời: Paul Francis Webster
- 1964 (37th) "Chim Chim Cher-ee" — Mary Poppins • Nhạc và lời: Richard M. Sherman và Robert B. Sherman
  - "Dear Heart" — Dear Heart • Nhạc: Henry Mancini • Lời: Jay Livingston và Ray Evans
  - "Hush... Hush, Sweet Charlotte" — Hush... Hush, Sweet Charlotte • Nhạc: Frank DeVol • Lời: Mack David
  - "My Kind of Town" — Robin and the 7 Hoods • Nhạc: James Van Heusen • Lời: Sammy Cahn
  - "Where Love Has Gone" — Where Love Has Gone • Nhạc: James Van Heusen • Lời: Sammy Cahn
- 1965 (38th) "The Shadow of Your Smile" — The Sandpiper • Nhạc: Johnny Mandel • Lời: Paul Francis Webster
  - "The Ballad of Cat Ballou" — Cat Ballou • Nhạc: Jerry Livingston • Lời: Mack David
  - "I Will Wait for You" — The Umbrellas of Cherbourg • Nhạc: Michel Legrand • Lời: Jacques Demy • Lời tiếng Anh: Norman Gimbel
  - "The Sweetheart Tree" — The Great Race • Nhạc: Henry Mancini • Lời: Johnny Mercer
  - "What's New Pussycat?" — What's New Pussycat? • Nhạc: Burt Bacharach • Lời: Hal David
- 1966 (39th) "Born Free" — Born Free • Nhạc: John Barry • Lời: Don Black
  - "Alfie" — Alfie • Nhạc: Burt Bacharach • Lời: Hal David
  - "Georgy Girl" — Georgy Girl • Nhạc: Tom Springfield • Lời: Jim Dale
  - "My Wishing Doll" — Hawaii • Nhạc: Elmer Bernstein • Lời: Mack David
  - "A Time for Love" — An American Dream • Nhạc: Johnny Mandel • Lời: Paul Francis Webster
- 1967 (40th) "Talk to the Animals" — Doctor Dolittle • Nhạc và lời: Leslie Bricusse
  - "The Bare Necessities" — The Jungle Book • Nhạc và lời: Terry Gilkyson
  - "The Eyes of Love" — Banning • Nhạc: Quincy Jones • Lời: Bob Russell
  - "The Look of Love" — Casino Royale • Nhạc: Burt Bacharach • Lời: Hal David
  - "Thoroughly Modern Millie" — Thoroughly Modern Millie • Nhạc và lời: James Van Heusen và Sammy Cahn
- 1968 (41st) "Windmills of Your Mind" — The Thomas Crown Affair • Nhạc: Michel Legrand • Lời: Alan Bergman và Marilyn Bergman
  - "Chitty Chitty Bang Bang" — Chitty Chitty Bang Bang • Nhạc và lời: Richard M. Sherman và Robert B. Sherman
  - "For Love of Ivy" — For Love of Ivy • Nhạc: Quincy Jones • Lời: Bob Russell
  - "Funny Girl" — Funny Girl • Nhạc: Jule Styne • Lời: Bob Merrill
  - "Star!" — Star! • Nhạc: Jimmy Van Heusen • Lời: Sammy Cahn
- 1969 (42nd) "Raindrops Keep Fallin' on My Head" — Butch Cassidy and the Sundance Kid • Nhạc: Burt Bacharach • Lời: Hal David

  - "Come Saturday Morning" — The Sterile Cuckoo • Nhạc: Fred Karlin • Lời: Dory Previn
  - "Jean" — The Prime of Miss Jean Brodie • Nhạc và lời: Rod McKuen
  - "True Grit" — True Grit • Nhạc: Elmer Bernstein • Lời: Don Black
  - "What Are You Doing the Rest of Your Life?" — The Happy Ending • Nhạc: Michel Legrand • Lời: Alan Bergman và Marilyn Bergman
- 1970 (43rd) "For All We Know" — Lovers and Other Strangers • Nhạc: Fred Karlin • Lời: Robb Royer và Jimmy Griffin
  - "Whistling Away the Dark" — Darling Lili • Nhạc: Henry Mancini • Lời: Johnny Mercer
  - "Till Love Touches Your Life" — Madron • Nhạc: Riz Ortolani • Lời: Arthur Hamilton
  - "Pieces of Dreams" — Pieces of Dreams • Nhạc: Michel Legrand • Lời: Alan Bergman và Marilyn Bergman
  - "Thank You Very Much" — Scrooge • Nhạc và lời: Leslie Bricusse

### 1971–1980
- 1971 (44th) "Theme from Shaft" — Shaft • Nhạc và lời: Isaac Hayes
  - "The Age of Not Believing" — Bedknobs and Broomsticks • Nhạc và lời: Richard M. Sherman và Robert B. Sherman
  - "Bless the Beasts and Children" — Bless the Beasts and Children • Nhạc và lời: Barry DeVorzon và Perry Botkin, Jr.
  - "Life Is What You Make It" — Kotch • Nhạc: Marvin Hamlisch • Lời: Johnny Mercer
  - "All His Children" — Sometimes a Great Notion • Nhạc: Henry Mancini • Lời: Alan Bergman và Marilyn Bergman
- 1972 (45th) "The Morning After" — The Poseidon Adventure • Nhạc và lời: Al Kasha và Joel Hirschhorn
  - "Ben" — Ben • Nhạc: Walter Scharf • Lời: Don Black
  - "Marmalade, Molasses & Honey" — The Life and Times of Judge Roy Bean • Nhạc: Maurice Jarre • Lời: Marilyn Bergman và Alan Bergman
  - "Come Follow, Follow Me" — The Little Ark • Nhạc: Fred Karlin • Lời: Marsha Karlin
  - "Strange Are the Ways of Love" — The Stepmother • Nhạc: Sammy Fain • Lời: Paul Francis Webster
- 1973 (46th) "The Way We Were" — The Way We Were • Nhạc: Marvin Hamlisch • Lời: Alan Bergman và Marilyn Bergman
  - "Nice to Be Around" — Cinderella Liberty • Nhạc: John Williams • Lời: Paul Williams
  - "Live and Let Die" — Live and Let Die • Nhạc và lời: Paul McCartney và Linda McCartney
  - "Love" — Robin Hood • Nhạc: George Bruns • Lời: Floyd Huddleston
  - "All That Love Went To Waste" — A Touch of Class • Nhạc: George Barrie • Lời: Sammy Cahn
- 1974 (47th) "We May Never Love Like This Again" — The Towering Inferno • Nhạc và lời: Al Kasha và Joel Hirschhorn
  - "Benji's Theme (I Feel Love)" — Benji • Nhạc: Euel Box • Lời: Betty Box
  - "Blazing Saddles (bài hát)" — Blazing Saddles • Nhạc: John Morris • Lời: Mel Brooks
  - "Wherever Love Takes Me" — Gold • Nhạc: Elmer Bernstein • Lời: Don Black
  - "Little Prince" — The Little Prince • Nhạc: Frederick Loewe • Lời: Alan Jay Lerner
- 1975 (48th) "I'm Easy" — Nashville • Nhạc và lời: Keith Carradine
  - "How Lucky Can You Get" — Funny Lady • Nhạc và lời: Fred Ebb và John Kander
  - "Theme from Mahogany (Do You Know Where You're Going To)" — Mahogany • Nhạc: Michael Masser • Lời: Gerry Goffin
  - "Richard's Window" — The Other Side of the Mountain • Nhạc: Charles Fox • Lời: Norman Gimbel
  - "Now That We're in Love" — Whiffs • Nhạc: George Barrie • Lời: Sammy Cahn
- 1976 (49th) "Evergreen (Love Theme from A Star Is Born)" — A Star Is Born • Nhạc: Barbra Streisand • Lời: Paul Williams
  - "A World That Never Was" — Half a House • Nhạc: Sammy Fain • Lời: Paul Francis Webster
  - "Ave Satani" — The Omen • Nhạc và lời: Jerry Goldsmith
  - "Come to Me" — The Pink Panther Strikes Again • Nhạc: Henry Mancini • Lời: Don Black
  - "Gonna Fly Now" — Rocky • Nhạc: Bill Conti • Lời: Carol Connors và Ayn Robbins
- 1977 (50th) "You Light Up My Life" — You Light Up My Life • Nhạc và lời: Joseph Brooks
  - "Candle on the Water" — Pete's Dragon • Nhạc và lời: Al Kasha và Joel Hirschhorn
  - "Someone's Waiting for You" — The Rescuers • Nhạc: Sammy Fain • Lời: Carol Connors và Ayn Robbins
  - "The Slipper and the Rose Waltz (He Danced with Me/She Danced with Me)" — The Slipper and the Rose • Nhạc và lời: Richard M. Sherman vàRobert B. Sherman
  - "Nobody Does It Better" — The Spy Who Loved Me • Nhạc: Marvin Hamlisch • Lời: Carole Bayer Sager
- 1978 (51st) "Last Dance" — Thank God It's Friday • Nhạc và lời: Paul Jabara
  - "Ready To Take a Chance Again" — Foul Play • Nhạc: Charles Fox • Lời: Norman Gimbel
  - "Hopelessly Devoted To You" — Grease • Nhạc và lời: John Farrar
  - "When You're Loved" — The Magic of Lassie • Nhạc và lời: Richard M. Sherman và Robert B. Sherman
  - "The Last Time I Felt Like This" — Same Time, Next Year • Nhạc: Marvin Hamlisch • Lời: Alan Bergman và Marilyn Bergman
- 1979 (52nd) "It Goes Like It Goes" — Norma Rae • Nhạc: David Shire • Lời: Norman Gimbel
  - "Through the Eyes of Love" — Ice Castles • Nhạc: Marvin Hamlisch • Lời: Carole Bayer Sager
  - "The Rainbow Connection" — The Muppet Movie • Nhạc và lời: Paul Williams và Kenneth Ascher
  - "I'll Never Say Goodbye" — The Promise • Nhạc: David Shire • Lời: Alan Bergman và Marilyn Bergman
  - "It's Easy To Say" — 10 • Nhạc: Henry Mancini • Lời: Robert Wells
- 1980 (53rd) "Fame" — Fame • Nhạc: Michael Gore • Lời: Dean Pitchford
  - "People Alone" — The Competition • Nhạc: Lalo Schifrin • Lời: Will Jennings
  - "Out Here On My Own" — Fame • Nhạc: Michael Gore • Lời: Lesley Gore
  - "On the Road Again" — Honeysuckle Rose • Nhạc và lời: Willie Nelson
  - "Nine to Five" — Nine to Five • Nhạc và lời: Dolly Parton

### 1981–1990
- 1981 (54th) "Arthur's Theme (Best That You Can Do)" — Arthur • Nhạc và lời: Burt Bacharach, Carole Bayer Sager, Christopher Cross và Peter Allen
  - "Endless Love" — Endless Love • Nhạc và lời: Lionel Richie
  - "For Your Eyes Only" — For Your Eyes Only • Nhạc: Bill Conti • Lời: Mick Leeson
  - "The First Time It Happens" — The Great Muppet Caper • Nhạc và lời: Joe Raposo
  - "One More Hour" — Ragtime • Nhạc và lời: Randy Newman
- 1982 (55th) "Up Where We Belong" — An Officer and a Gentleman • Nhạc: Jack Nitzsche và Buffy Sainte-Marie • Lời: Will Jennings
  - "How Do You Keep the Music Playing?" — Best Friends • Nhạc: Michel Legrand • Lời: Alan Bergman và Marilyn Bergman
  - "Eye of the Tiger" — Rocky III • Nhạc và lời: Jim Peterik và Frankie Sullivan
  - "It Might Be You" — Tootsie • Nhạc: Dave Grusin • Lời: Alan Bergman và Marilyn Bergman
  - "If We Were In Love" — Yes, Giorgio • Nhạc: John Williams • Lời: Alan Bergman và Marilyn Bergman
- 1983 (56th) "Flashdance... What a Feeling" — Flashdance • Nhạc: Giorgio Moroder  • Lời: Keith Forsey và Irene Cara
  - "Maniac" — Flashdance • Nhạc và lời: Michael Sembello và Dennis Matkosky
  - "Over You" — Tender Mercies • Nhạc và lời: Austin Roberts và Bobby Hart
  - "Papa, Can You Hear Me?" — Yentl • Nhạc: Michel Legrand • Lời: Alan Bergman và Marilyn Bergman
  - "The Way He Makes Me Feel" — Yentl • Nhạc: Michel Legrand • Lời: Alan Bergman và Marilyn Bergman
- 1984 (57th) "I Just Called to Say I Love You" — The Woman in Red • Nhạc và lời: Stevie Wonder
  - "Against All Odds (Take a Look at Me Now)" — Against All Odds • Nhạc và lời: Phil Collins
  - "Footloose" — Footloose • Nhạc và lời: Kenny Loggins và Dean Pitchford
  - "Let's Hear It for the Boy" — Footloose • Nhạc và lời: Tom Snow và Dean Pitchford
  - "Ghostbusters" — Ghostbusters • Nhạc và lời: Ray Parker Jr.
- 1985 (58th) "Say You, Say Me" — White Nights • Nhạc và lời: Lionel Richie
  - "The Power of Love" — Back to the Future • Nhạc: Chris Hayes and Johnny Colla • Lời: Huey Lewis
  - "Surprise, Surprise" — A Chorus Line • Nhạc: Marvin Hamlisch • Lời: Edward Kleban
  - "Miss Celie's Blues (Sister)" • The Color Purple • Nhạc: Quincy Jones và Rod Temperton • Lời: Quincy Jones, Rod Temperton và Lionel Richie
  - "Separate Lives" — White Nights • Nhạc và lời: Stephen Bishop
- 1986 (59th) "Take My Breath Away" — Top Gun • Nhạc: Giorgio Moroder • Lời: Tom Whitlock
  - "Somewhere Out There" — An American Tail • Nhạc: James Horner và Barry Mann • Lời: Cynthia Weil
  - "Glory of Love" — The Karate Kid, Part II • Nhạc: Peter Cetera và David Foster • Lời: Peter Cetera và Diane Nini
  - "Mean Green Mother from Outer Space" — Little Shop of Horrors • Nhạc: Alan Menken • Lời: Howard Ashman
  - "Life in a Looking Glass" — That's Life! • Nhạc: Henry Mancini • Lời: Leslie Bricusse
- 1987 (60th) "(I've Had) The Time of My Life" — Dirty Dancing • Nhạc: Franke Previte, John DeNicola và Donald Markowitz • Lời: Franke Previte
  - "Shakedown" — Beverly Hills Cop II • Nhạc: Harold Faltermeyer và Keith Forsey • Lời: Harold Faltermeyer, Keith Forsey và Bob Seger
  - "Cry Freedom" — Cry Freedom • Nhạc và lời: George Fenton và Jonas Gwangwa
  - "Nothing's Gonna Stop Us Now" — Mannequin • Nhạc và lời: Albert Hammond và Diane Warren
  - "Storybook Love" — The Princess Bride • Nhạc và lời: Willy DeVille
- 1988 (61st) "Let the River Run" — Working Girl • Nhạc và lời: Carly Simon
  - "Calling You" — Bagdad Café • Nhạc và lời: Bob Telson
  - "Two Hearts" — Buster • Nhạc: Lamont Dozier • Lời: Phil Collins
- 1989 (62nd) "Under the Sea" — The Little Mermaid • Nhạc: Alan Menken • Lời: Howard Ashman
  - "After All" — Chances Are • Nhạc: Tom Snow • Lời: Dean Pitchford
  - "Kiss the Girl" — The Little Mermaid • Nhạc: Alan Menken • Lời: Howard Ashman
  - "I Love To See You Smile" — Parenthood • Nhạc và lời: Randy Newman
  - "The Girl Who Used To Be Me" — Shirley Valentine • Nhạc: Marvin Hamlisch • Lời: Alan Bergman và Marilyn Bergman
- 1990 (63rd) "Sooner or Later (I Always Get My Man)" — Dick Tracy • Nhạc và lời: Stephen Sondheim
  - "Promise Me You'll Remember" — The Godfather Part III • Nhạc: Carmine Coppola • Lời: John Bettis
  - "Somewhere in My Memory" — Home Alone • Nhạc: John Williams • Lời: Leslie Bricusse
  - "I'm Checkin' Out" — Postcards from the Edge • Nhạc và lời: Shel Silverstein
  - "Blaze of Glory" — Young Guns II • Nhạc và lời: Jon Bon Jovi

### 1991–2000
- 1991 (64th) "Beauty and the Beast" — Beauty and the Beast • Nhạc: Alan Menken • Lời: Howard Ashman (truy tặng)
  - "Be Our Guest" — Beauty and the Beast • Nhạc: Alan Menken • Lời: Howard Ashman (truy tặng)
  - "Belle" — Beauty and the Beast • Nhạc: Alan Menken • Lời: Howard Ashman (truy tặng)
  - "When You're Alone" — Hook • Nhạc: John Williams • Lời: Leslie Bricusse
  - "(Everything I Do) I Do It for You" — Robin Hood: Prince of Thieves • Nhạc: Michael Kamen • Lời: Bryan Adams và Robert John Lange
- 1992 (65th) "A Whole New World" — Aladdin • Nhạc: Alan Menken • Lời: Tim Rice
  - "Friend Like Me" — Aladdin • Nhạc: Alan Menken • Lời: Howard Ashman (truy tặng)
  - "I Have Nothing" — The Bodyguard • Nhạc: David Foster • Lời: Linda Thompson
  - "Run to You" — The Bodyguard • Nhạc Jud Friedman • Lời: Allan Rich
  - "Beautiful Maria of My Soul" — The Mambo Kings • Nhạc: Robert Kraft • Lời: Arne Glimcher
- 1993 (66th) "Streets of Philadelphia" — Philadelphia • Nhạc và lời: Bruce Springsteen
  - "The Day I Fell in Love" — Beethoven's 2nd • Nhạc và lời: Carole Bayer Sager, James Ingram và Cliff Magness
  - "Philadelphia" — Philadelphia • Nhạc và lời: Neil Young
  - "Again" — Poetic Justice • Nhạc và lời: Janet Jackson, James Harris III và Terry Lewis
  - "A Wink and a Smile" — Sleepless in Seattle • Nhạc: Marc Shaiman • Lời: Ramsey McLean
- 1994 (67th) "Can You Feel the Love Tonight" — The Lion King • Nhạc: Elton John • Lời: Tim Rice
  - "Look What Love Has Done" — Junior • Nhạc và lời: Carole Bayer Sager, James Newton Howard, James Ingram và Patty Smyth
  - "Circle of Life" — The Lion King • Nhạc: Elton John • Lời: Tim Rice
  - "Hakuna Matata" — The Lion King • Nhạc: Elton John • Lời: Tim Rice
  - "Make Up Your Mind" — The Paper • Nhạc và lời: Randy Newman
- 1995 (68th) "Colors of the Wind" — Pocahontas • Nhạc: Alan Menken • Lời: Stephen Schwartz
  - "Dead Man Walking" — Dead Man Walking • Nhạc và lời: Bruce Springsteen
  - "Have You Ever Really Loved a Woman?" — Don Juan DeMarco • Nhạc và lời: Michael Kamen, Bryan Adams và Robert John Lange
  - "Moonlight" — Sabrina • Nhạc: John Williams • Lời: Alan Bergman và Marilyn Bergman
  - "You've Got a Friend in Me" — Toy Story • Nhạc và lời: Randy Newman
- 1996 (69th) "You Must Love Me" — Evita • Nhạc: Andrew Lloyd Webber • Lời: Tim Rice
  - "I Finally Found Someone" — The Mirror Has Two Faces • Nhạc và lời: Barbra Streisand, Marvin Hamlisch, Bryan Adams và Robert John Lange
  - "For the First Time" — One Fine Day • Nhạc và lời: James Newton Howard, Jud J. Friedman và Allan Dennis Rich
  - "That Thing You Do!" — That Thing You Do! • Nhạc và lời: Adam Schlesinger
  - "Because You Loved Me" — Up Close & Personal • Nhạc và lời: Diane Warren
- 1997 (70th) "My Heart Will Go On" — Titanic • Nhạc: James Horner • Lời: Will Jennings
  - "Journey to the Past" — Anastasia • Nhạc: Stephen Flaherty • Lời: Lynn Ahrens
  - "How Do I Live" — Con Air • Nhạc và lời: Diane Warren
  - "Miss Misery" — Good Will Hunting • Nhạc và lời: Elliott Smith
  - "Go the Distance" — Hercules • Nhạc: Alan Menken • Lời: David Zippel
- 1998 (71st) "When You Believe" — The Prince of Egypt • Nhạc và lời: Stephen Schwartz
  - "I Don't Want to Miss a Thing" — Armageddon • Nhạc và lời: Diane Warren
  - "That'll Do" — Babe: Pig in the City • Nhạc và lời: Randy Newman
  - "A Soft Place To Fall" — The Horse Whisperer • Nhạc và lời: Allison Moorer và Gwil Owen
  - "The Prayer" — Quest for Camelot • Nhạc: Carole Bayer Sager và David Foster • Lời Carole Bayer Sager, David Foster, Tony Renis và Alberto Testa
- 1999 (72nd) "You'll Be in My Heart" — Tarzan • Nhạc và lời: Phil Collins
  - "Save Me" — Magnolia • Nhạc và lời: Aimee Mann
  - "Music of My Heart" — Music of the Heart • Nhạc và lời: Diane Warren
  - "Blame Canada" — South Park: Bigger, Longer & Uncut • Nhạc và lời: Trey Parker và Marc Shaiman
  - "When She Loved Me" — Toy Story 2 • Nhạc và lời: Randy Newman
- 2000 (73rd) "Things Have Changed" — Wonder Boys • Nhạc và lời: Bob Dylan
  - "I've Seen It All" — Dancer in the Dark • Nhạc: Björk • Lời: Lars von Trier và Sjón
  - "My Funny Friend and Me" — The Emperor's New Groove • Nhạc: Sting và David Hartley • Lời: Sting
  - "A Fool in Love" — Meet the Parents • Nhạc và lời: Randy Newman
  - "A Love Before Time" — Crouching Tiger, Hidden Dragon • Nhạc: Jorge Calandrelli và Tan Dun • Lời: James Schamus

### 2001–2010
- 2001 (74th) "If I Didn't Have You" — Monsters, Inc. • Nhạc và lời: Randy Newman
  - "Until..." — Kate & Leopold • Nhạc và lời: Sting
  - "May It Be" — The Lord of the Rings: The Fellowship of the Ring • Nhạc và lời: Enya, Nicky Ryan và Roma Ryan
  - "There You'll Be" — Pearl Harbor • Nhạc và lời: Diane Warren
  - "Vanilla Sky" — Vanilla Sky • Nhạc và lời: Paul McCartney
- 2002 (75th) "Lose Yourself" — 8 Mile • Nhạc: Eminem, Jeff Bass và Luis Resto • Lời: Eminem
  - "I Move On" — Chicago • Nhạc: John Kander • Lời: Fred Ebb
  - "Burn It Blue" — Frida • Nhạc: Elliot Goldenthal • Lời: Julie Taymor
  - "The Hands That Built America" — Gangs of New York • Nhạc và lời: Bono, The Edge, Adam Clayton và Larry Mullen Jr. (U2)
  - "Father and Daughter" — The Wild Thornberrys Movie • Nhạc và lời: Paul Simon
- 2003 (76th) "Into the West" — The Lord of the Rings: The Return of the King • Nhạc và lời: Fran Walsh, Howard Shore và Annie Lennox
  - "Scarlet Tide" — Cold Mountain • Nhạc và lời: T-Bone Burnett và Elvis Costello
  - "You Will Be My Ain True Love" — Cold Mountain • Nhạc và lời: Sting
  - "A Kiss at the End of the Rainbow" — A Mighty Wind • Nhạc và lời: Michael McKean và Annette O'Toole
  - "Belleville Rendez-Vous" — The Triplets of Belleville • Nhạc: Benoît Charest • Lời: Sylvain Chomet
- 2004 (77th) "On the Other Side of the River (Al otro lado del río)" — The Motorcycle Diaries • Nhạc và lời: Jorge Drexler
  - "Look To Your Path (Vois sur ton chemin)" — The Chorus • Nhạc: Bruno Coulais • Lời: Christophe Barratier
  - "Learn to Be Lonely" — The Phantom of the Opera • Nhạc: Andrew Lloyd Webber • Lời: Charles Hart
  - "Believe" — The Polar Express • Nhạc và lời: Glen Ballard và Alan Silvestri
  - "Accidentally in Love" — Shrek 2 • Nhạc: Adam Duritz, Charlie Gillingham, Jim Bogios, David Immerglück, Matthew Malley và David Bryson • Lời: Adam Duritz và Daniel Vickrey (all of Counting Crows)
- 2005 (78th) "It's Hard Out Here for a Pimp" — Hustle & Flow • Nhạc và lời: Jordan Houston, Cedric Coleman và Paul Beauregard (Houston (Juicy J) & Beauregard (DJ Paul) là thành viên của Three 6 Mafia. Coleman (Frayser Boy) cộng tác với Three 6 Mafia nhưng không phải là thành viên.)
  - "In the Deep" — Crash • Nhạc: Kathleen York và Michael Becker • Lời: Kathleen York
  - "Travelin' Thru" — Transamerica • Nhạc và lời: Dolly Parton
- 2006 (79th) "I Need to Wake Up" — An Inconvenient Truth • Nhạc và lời: Melissa Etheridge
  - "Our Town" — Cars • Nhạc và lời: Randy Newman
  - "Listen" — Dreamgirls • Nhạc: Henry Krieger và Scott Cutler • Lời: Anne Preven
  - "Love You I Do" — Dreamgirls • Nhạc: Henry Krieger • Lời: Siedah Garrett
  - "Patience" — Dreamgirls • Nhạc: Henry Krieger • Lời: Willie Reale
- 2007 (80th) "Falling Slowly" — Once • Nhạc và lời: Glen Hansard và Markéta Irglová
  - "Happy Working Song" — Enchanted • Nhạc: Alan Menken • Lời: Stephen Schwartz
  - "So Close" — Enchanted • Nhạc: Alan Menken • Lời: Stephen Schwartz
  - "That's How You Know" — Enchanted • Nhạc: Alan Menken • Lời: Stephen Schwartz
  - "Raise It Up" — August Rush • Nhạc và lời: Jamal Joseph, Charles Mack và Tevin Thomas
- 2008 (81st) "Jai Ho" – Slumdog Millionaire • Nhạc: A.R. Rahman • Lời: Gulzar
  - "O Saya" – Slumdog Millionaire • Nhạc và lời: A.R. Rahman và Maya Arulpragasam
  - "Down to Earth" – WALL-E • Nhạc: Peter Gabriel và Thomas Newman • Lời: Peter Gabriel
- 2009 (82st) "The Weary Kind (Theme from Crazy Heart)" – Crazy Heart • Nhạc và lời: Ryan Bingham và T-Bone Burnett
  - "Almost There" – The Princess and the Frog • Nhạc và lời: Randy Newman
  - "Down in the New Orleans" - The Princess and the Frog • Nhạc và lời: Randy Newman
  - "Loin de Paname" - Paris 36 • Nhạc: Reinhardt Wagner • Lyrics: Frank Thomas
  - "Take it all" – Nine • Nhạc và lời: Maury Yeston
- 2010 (83rd) "We Belong Together" - Toy Story 3 • Ca sĩ thể hiện: Randy Newman
  - "Coming Home" - Country Strong • Ca sĩ thể hiện: Gwyneth Paltrow
  - "I See The Light" - Tangled • Ca sĩ thể hiện: Mandy Moore và Zachary Levi

### Thập niên 2010
- 2010 (83rd) "We Belong Together" — Toy Story 3 • Nhạc và lời: Randy Newman
  - "I See the Light" — Tangled • Nhạc: Alan Menken • Lời: Glenn Slater
  - "Coming Home" — Country Strong • Nhạc và lời: Tom Douglas, Hillary Lindsey & Troy Verges
  - "If I Rise" — 127 Hours • Nhạc: A. R. Rahman • Lời: Dido và Rollo Armstrong
- 2011 (84th) "Man or Muppet" — The Muppets • Nhạc và lời: Bret McKenzie
  - "Real in Rio" — Rio • Nhạc: Sérgio Mendes & Carlinhos Brown • Lời: Siedah Garrett
- 2012 (85th) "Skyfall" — Skyfall • Nhạc và lời của Adele Adkins & Paul Epworth
  - "Before My Time" — Chasing Ice • Nhạc và lời: J. Ralph
  - "Everybody Needs a Best Friend" — Ted • Nhạc: Walter Murphy • Lời: Seth MacFarlane
  - "Pi's Lullaby" — Life of Pi • Nhạc: Mychael Danna • Lời: Bombay Jayashri
  - "Suddenly" — Les Misérables • Nhạc: Claude-Michel Schönberg • Lời: Herbert Kretzmer & Alain Boublil

## Các nghệ sĩ đoạt nhiều giải
số lần được đề cử trong ngoặc đơn
- 4: Sammy Cahn (26)
- 4: Alan Menken (13)
- 4: Johnny Mercer (18)
- 4: Jimmy Van Heusen (14)
- 3: Ray Evans (7)
- 3: Jay Livingston (7)
- 3: Tim Rice (5)
- 3: Harry Warren (11)
- 3: Paul Francis Webster (16)
- 2: Howard Ashman (7)
- 2: Burt Bacharach (5)
- 2: Alan Bergman (15)
- 2: Marilyn Bergman (15)
- 2: Sammy Fain (10)
- 2: Oscar Hammerstein II (5)
- 2: Joel Hirschhorn (3)
- 2: Will Jennings (3)
- 2: Al Kasha (3)
- 2: Jerome Kern (7)
- 2: Henry Mancini (11)
- 2: Stephen Schwartz (5)
- 2: Giorgio Moroder (2)
- 2: Ned Washington (11)

### Các nữ tác giả đoạt giải
- Dorothy Fields là người phụ nữ viết ca khúc đầu tiên đoạt giải này. Bà ta viết lời cho bài "The Way You Look Tonight" (nhạc của Jerome Kern) do Fred Astaire hát trong phim Swing Time. Bài này đoạt giải Oscar lần thứ 9 (năm 1936). 32 năm sau, mới có một tác giả là phụ nữ thứ hai đoạt giải là Marilyn Bergman, cùng với chồng bà là Alan, viết lời cho bài "Windmills of Your Mind" (nhạc của Michel Legrand) trong phim The Thomas Crown Affair, đoạt giải Oscar lần thứ 41, năm 1968.

Sau đó các tác giả là phụ nữ đoạt giải là:
Barbra Streisand (cho bài "Evergreen" trong phim A Star Is Born, giải Oscar lần thứ 49, năm 1976. Đây là phụ nữ viết giai điệu đoạt giải đầu tiên.
Carole Bayer Sager ("Arthur's Theme (Best That You Can Do)" trong phim Arthur, giải Oscar lần thứ 54, năm 1981.
Buffy Sainte-Marie ("Up Where We Belong" trong phim An Officer and a Gentleman, giải Oscar lần thứ 55, năm 1982.
Irene Cara ("Flashdance... What a Feeling" trong phim Flashdance, giải Oscar lần thứ 56, năm 1983.
Carly Simon ("Let the River Run" trong phim Working Girl, giải Oscar lần thứ 61, năm 1988.
Annie Lennox ("Into the West" trong phim The Lord of the Rings: The Return of the King, giải Oscar lần thứ 76, năm 2003.
Fran Walsh ("Into the West" trong phim The Lord of the Rings: The Return of the King, giải Oscar lần thứ 76, năm 2003.
Melissa Etheridge ("I Need to Wake Up" trong phim An Inconvenient Truth, giải Oscar lần thứ 79, năm 2006.
Markéta Irglová ("Falling Slowly" trong phim Once), giải Oscar lần thứ 80, năm 2007.
Trong kỳ giải Oscar thứ 61 (năm 1988), Carly Simon trở thành phụ nữ đầu tiên làm việc một mình mà đoạt giải này. Tiếp theo là Melissa Etheridge đoạt giải lần thứ 79 (năm 2006).

### Các ca khúc tiếng nước ngoài đoạt giải
- Manos Hadjidakis là người đầu tiên đoạt giải bằng một ca khúc nguyên thủy không viết bằng tiếng Anh, tại kỳ giải Oscar thứ 33 (năm 1960). Đó là bài "Never on Sunday" (tên tiếng Hy Lạp: "Ta Paidia toy Peiraia") trong phim Hy Lạp Never on Sunday (tên tiếng Hy Lạp Pote tin Kyriaki).
- Jorge Drexler là người viết ca khúc tiếng nước ngoài thứ hai đoạt giải với bài "Al Otro Lado del Río" trong phim The Motorcycle Diaries, tại kỳ giải Oscar thứ 77 (năm 2004). Năm này cũng có một cặp viết ca khúc tiếng nước ngoài được đề cử nhận giải là nhà soạn nhạc Bruno Coulais và người viết lời Christophe Barratier cho bài "Vois Sur Ton Chemin (Look To Your Path)" trong phim Pháp Les Choristes.